# Loganberry
Loganberry (Rubus × loganobaccus) là một loài mâm xôi có lẽ là kết quả của sự lai tạo tự nhiên giữa mâm xôi rừng (mâm xôi Bắc Mỹ, Rubus ursinus) và mâm xôi châu Âu (Rubus idaeus).
Cây và quả giống với mâm xôi đen hơn raspberry, nhưng quả có màu đỏ sẫm chứ không phải màu đen như mâm xôi đen.

## Lịch sử
Loài lai này được phát triển vào năm 1881 tại Santa Cruz, California, do luật sư và horticulturalist người Mỹ James Harvey Logan (1841-1928), người đã đặt tên nó là loganberry.
Một giống cây khác không có gai sau đó được phát triển vào năm 1933.
Các giống lai dâu đen-mâm xôi khác, một số giống có liên quan đến Loganberry, được gọi bằng tên giống hoặc tên thương mại: 'Boysenberry', 'Olallieberry','Tayberry','Veitchberry' ,'Youngberry'...

## Sử dụng
Longanberry có thể được ăn tươi, làm nước ép hoặc làm mứt. Giống như các giống lai khác của blackberry hoặc mâm xôi, nó có thể thay thế các thành phần này trong các công thức làm bánh kẹo, rượu trái cây, sorbet, bánh ngọt, siro, vân vân.